# Манастир Војловица
Манастир Војловица је манастир Српске православне цркве који се налази код Војловице, у југоисточном предграђу Панчева, на око 5,5 километара према Старчеву, у кругу Рафинерије „Панчево“. 
Према најстаријој верзији, манастир је основао 1383. године деспот Стефан Лазаревић, син кнеза Лазара, а најстарији поуздани извор оставио је јеромонах Партеније 1542. године (нека предања говоре да су цркву подигли монаси мисионари звани "синајци" - њих 46, који су се доселили из српских крајева). То је писало у старој књизи "Саборник", која је међутим изгубљена. Заиста, у јужној Србији у месту Велико Војловце постоје остаци старог манастира истог имена, чији су калуђери по предању избегли у Банат. Године 1567. потписао се на једном Минеју тадашњи калуђер кир Сава. У манастиру постоји запис из 1799. године који наводи на то да је деспот Стефан Лазаревић обновио манастир 1405. године. Одувек је био важно духовно средиште овог дела Баната.

## Историја
Манастир је небројано пута разаран, затваран, спаљиван, а монаси су одвођени у ропство или мучки убијани. На основу историјских записа највећа разарања, али истовремено и обнове манастира, везана су за 18. век (1716, 1738, 1788). 
Године 1631. манастир је посетио патријарх Пајсије. У манастиру је сачувана стара богослужбена књига "Служебник" писан руком Радула, у време Влашког кнеза Јована Матеи и Игњатија митрополита у Трговишту 1654. године. Књигу је манастиру Војловици поклонио 1672. године Памфнутије, протосинђел митрополита у Трговишту. Над дверима манастирским сачувао се стари натпис из 1713. године. Пише да су те двери поклонили: Господин Стојан Стефановић капетан и госпођа Наста, Бошњак у манастиру (био). Турци су 1716. године запалили манастир, у којем су изгореле старе српске манастирске привилегије и три калуђера. По манастирском хроничару из 1800. године: страдао је 1716. године игуман Виктор са 19 калуђера. Монах Мина који се избавио ропства повратио се у Банат и учинио све да манастир буде обновљен, а исти је 1730. године био војловачки игуман. Изгорело је све и током рата 1738. године, опет од стране Турака. Око манастира су се врзмали хајдуци и кријумчари па је власт опомињала манастир због његове умешаности у томе. Али "манастирски оци се нису на то освртали". Дошло је 17. марта 1743. године до тога да војска чак живом баријером затвори манастир Војловицу. Панчевачке власти помињу те 1743. године 15. априла, "харамбашу Андрију Србина" који је повезан са "клостером" (манастиром).
Када је била Комисија да испита манастирски терен 1755. године, ништа није мењано, остао је дотадашњи посед неокрњен. Манастирске границе земљишног поседа су 17. јуна 1765. године опет уређиване од стране граничарских инжињера и геометара. Насељеничка војна комисија је тада доделила манастиру 921 јутро њива и 14 мотика винограда. То је било много мање него што је манастир пре уживао тј. 1153 јутра 711 кв хв без икаквог поплавног земљишта, и које је било уцртано на мапи. Манастир је поседовао и један виноград на Вршачком брегу од 51 мотике, као и део воденице на Дунаву. На манастирском земљишту налази се једна крчма, у којој се точило преостало вино. Обрађивана је земља и држана је стока, да би се прехранили калуђери 28 најамника. Манастир је од давнина полагао на право крчмарења и риболова. У манастиру је 1767. године умро архимандрит студенички Константин, који се бавио писањем. Игуман Никанор је са братством које је побегло пред Турцима током рата 1788. године, обновио манастир и подигао конак са ћелијама од шумске стране. Други игуман Јоаникије је 1798. године и са сунчане стране подигао дуг конак са ћелијама и сасвим оградио манастирска здања зидом од цигле. Кратку повест манастира саставио је и објавио као књигу исти игуман Јоаникије Миљковић 1800. године.
Манастирска црква посвећена празнику Сабору арханђела Михаила и Гаврила зидана је 1752. године од цигле. Иконостас је био позлаћен. Посебно је вредна чудотворна икона Пресвете Богородице, а са десне стране певнице налазиле су се (1800) мошти Преподобног оца Григорија Синајског. У манастирској ризници је вредна сребрна ложица из 1558. године, и панамар јеромонаха Никанора из 1717. године.
По званичном црквеном извештају из 1902. године о иметку православних манастира, који још нису били предмет деобе са Румунима, за манастир Војловицу је записано стање. Он се налази у Торонталској жупанији и Вршачкој епархији. Имање му је 1235 јутара 1258 кв хв земље, са чистим катастарским приходом - 9794 круна 88 потура, вредност - 195897 круна 60 потура, здања - 93600 круна, у вредносним папирима - 1200 круна, драгоцености - 640 круна, опреме - 22600 круна, остале покретности - 17843 круна, вредност целокупног имања - 331540 круна 40 потура.
Током Другог светског рата у манастиру су Немци држали заточене српског патријарха Гаврила Дожића и владику жичког Николаја Велимировића. Због подизања Рафинерије нафте у Панчеву која је изграђена на манастирском поседу 1965. живот у манастиру Војловици је био угашен. Проблем је после више година превазиђен, живот у манастиру је обновљен, а фабрика и манастир данас постоје у ретко виђеној симбиози. Последњи пут је реконструисан и обнављан 1981—1988. године. Уз обнову, урађени су и конзерваторско-рестаураторски радови на цркви, на основу којих је крајем 80-их година, указано на то да у црквеној грађевини постоји више слојева живописа, из различитих периода градње и обнове, где најстарији слој потиче из 15. или прве половине 16. века. У априлу 2012. је договорено да део плаца који се налази у саставу Рафинерије буде враћен манастиру. Током 2016. обновљен је кров манастирског конака.

## Архитектура
На јужној страни манастира одмах поред цркве налази се гроб са темпларским крстом. У кругу манастира налази се црква Светих арханђела Михаила и Гаврила и конак. Поседује позлаћени иконостас из 18. века са тридесетак икона. 
Једнобродној црквеној грађевини са полукружном олтарском апсидом, правоугаоним певничким просторијама, осмостраним кубетом над наосом и слепим кубетом над припратом, дозидана је још једна припрата 1752. године, за време игумана Пајсија Милутиновића. Високи барокни звоник са делом нове припрате призидан је уз цркву (Пајсијеву припрату) 1836. године. Панчевачки трговац Викентије Костић поклонио је 1854. године једно звоно тежине осам центи. Барокном изгледу цркве, поред карактеристичног звоника, доприноси и низ полукружних аркада на стубићима изнад кордонског венца на Пајсијевој припрати.
У XVIII веку, за време игумана Јоаникија Миљковића, изграђени су конаци, осликани унутрашњи зидови храма и начињен високи барокни иконостас, коме се као аутор помиње "Аксентије молер панчевачки". Садржи око 30 икона са старозаветним и новозаветним ликовима, иконостас је позлаћен. Током 1890. године на манастирском поседу основана је мала капела над воденицом. Данашња часна трпеза од мермера потиче из 1816. године.
Живопис манастирске цркве посвећене Светим арханђелима Михаилу и Гаврилу, пратило је хронолошки фазе градње и обнове цркве. Почетком осамдесетих година XX века испод слоја уљаног сликарства из 1797/1798, године, откривено је старије сликарство из два периода: слој из XV или прве половине XVI века и слој с краја XVII или почетка XVIII века. Млађи слој зидног живописа манастира Војловице настао је 1730/1732 године чији је аутор Давид из Селенице, исти сликар који је осликао цркву манастира Драче и припрате манастира Манасије (Ресаве).

## Братство
Данас је Војловица мушки манастир (2017). 
Монах Козма је писао Минеј 1567. године, по налогу игумана Саве. Помиње се 1652. године јеромонах Ананије Студеничанин. Када је 1755. године била изаслата Комисија за испитивање манастирског терена, њу су дочекали игуман Пајсије Милутиновић и калуђери јеромонаси Авакум, Теодосије, Никодим и Нићифор. 
Био је 1765. године војловички намесник Спиридон Стефановић. Манастирско братство чинили су 1771. године: архимандрит Спиридон Стефановић, Јосиф Поповић, Герман Иштванов, Симеон Петровић, Теодор Марјановић и Јанићије Поповић. Умро је и сахрањен у манастирској порти 1796. године игуман Никанор Стојановић. Купци српске књиге били је 1802. године војловачки јеромонаси Августин Хранисављевић и Порфирије Исаковић. Године 1823. постао је игуман Теодор Церњански (1783-1858). Игуман манастира Фотије Јорговић (архимандрит 1844-1888) примио је 1880. године у манастир старог учитеља Јована Поповића, да коначи и прехрани се. Игуман се сажалио на убогог старца, који је 45 година радио у школи, и у старости стигао до просјачког штапа. Братство манастирско 1905. године чине калуђери: архимандрит Гаврил Ананијев (игуман од 1901), Викентије Вукосављевић јеромонах намесник, Емилијан Станковић монах. Игуман Гаврил Ананијев (умро 1921) завршио је Богословски факултет у Черновици. Замонашио се 1897. године, а архимандрит постаје 1905. године. Бавио се и богословском и општом књижевношћу.
Богослужбене књиге, али и други покретни вредни предмети манастира Војловице као што су иконе, слике, иконостас проглашени су за споменике културе решењима из 1952. и 1968. године, а 1991. године Манастир Војловица стиче статус споменика културе од изузетног значаја.